# Justícia ambiental
La justícia ambiental aplica les teories de la justícia a l'àmbit del medi ambient i l'ecologia. Està lligada a la sostenibilitat. Considera la natura, el medi ambient i els seus serveis com a elements del bé comú, implicant drets, deures i obligacions legals per a tothom. Aquests deures i obligacions sovint s'agrupen en la noció de "responsabilitat social i ambiental", és a dir que la llibertat per a explotar un recurs del medi ambient acaba on amenaça a la resta (és obligatori no sobreexplotar un recurs) i on el medi ambient (biodiversitat, hàbitats naturals, diversitat genètica) estigués amenaçat per l'activitat humana. Per tant, inclou mesures de reducció, reparació i compensació quan un dany ecològic no pot evitar-se, cosa que pot requerir o justificar una certa "interferència ecològica".
La justícia climàtica és la justícia ambiental referent als efectes del canvi climàtic, incloent l'escalfament climàtic i qualsevol altre dels seus efectes: sequeres, inundacions, incendis, etc.
Exemples d'injustícia ambiental (i social) són el deute ecològic i el racisme ambiental.